# Outta Here
Cet article concerne l'album de musique. Pour la chanteuse, voir Esmée Denters.
Outta Here est le premier album de l'artiste et chanteuse pop Esmée Denters. Cet album a été produit par Tennman Records et est sortie le 22 mai 2009. Il a été réalisé par Justin Timberlake, avec qui Esmée coécrivait ses chansons.

## Création de l'album
Pendant l'été de 2007, Esmée et Justin Timberlake ont commencé à écrire et à produire les premières chansons de son album.
En avril 2009, Esmée confirma à une station de radio Hollandaise Radio 538 que son album s'appellera Outta Here et que celui-ci sortira le 22 mai 2009, en confirmant qu'il contiendra un mélange de pop et de RnB.
En octobre 2009 en parlant avec Pete Lewis, Esmée a expliqué ses raisons pour lesquelles elle a appelé son album "Outta Here" : "Je l'ai appelé comme ça, parce qu'une chanson à moi, résume ce qu'est l'album en entier. Outta Here est une chanson Pop, il a une sensation de RnB, il y a un certain Rock, un peu de dance... J'ai pensé que ce mélange de style pouvait représenter l'album dans l'ensemble, c'est donc pour cela que le nomma ainsi.

## Liste de chansons
| No  | Titre                                     | Durée |
| --- | ----------------------------------------- | ----- |
| 1.  | Admit It                                  | 3:41  |
| 2.  | Victim                                    | 3:36  |
| 3.  | Outta Here                                | 3:21  |
| 4.  | Love Dealer (featuring Justin Timberlake) | 3:45  |
| 5.  | Gravity                                   | 5:48  |
| 6.  | What If                                   | 3:41  |
| 7.  | Memories Turn To Dust                     | 3:57  |
| 8.  | Getting Over You                          | 3:21  |
| 9.  | Just Can't Have It                        | 3:59  |
| 10. | The First Thing                           | 3:12  |
| 11. | Casanova (featuring Justin Timberlake)    | 4:28  |
| 12. | Bigger Than The World                     | 4:53  |